# Papuanella kwena
Papuanella kwena är en insektsart som beskrevs av Medler 2000. Papuanella kwena ingår i släktet Papuanella och familjen Flatidae. Inga underarter finns listade i Catalogue of Life.